# Watervliet (New York)
Watervliet je grad u američkoj saveznoj državi New York. Prema popisu stanovništva iz 2010. u njemu je živjelo 10.254 stanovnika.